# Астарт (цар Тіра)
Астарт (Аштарт) (бл. 951 до н. е. — бл. 897 до н. е.) — цар міста-держави Тір бл. 906—897 роках до н. е. Часто плутають з Метусастартом. Відомий також як Абдастарт II.

## Життєпис
Основні відомості про нього містяться в праці Йосифа Флавія «Проти Апіона». В свою чергу останній запозичив знання у Менандра Ефеського, що спирався на тірський архів.
За однією версією був сином годувальниці майбутнього царя Абдастарта. Через декілька років, коли той зійшов на трон, разом зі своїми братами влаштував змову, внаслідок чого Абдастарт загинув, а старший брат Астарта — Метусастарт — захопив трон. За іншою версією, Астарт і Метусастрат є однією особою. На це вказують відомості, що обидва панували по 12 років. Тобто тут виникла плутанина.
За іншою версією був родичем Абдастарта і належав до царського роду, оскільки лише відносно Астарта згадується його батько — Деластарт. При цьому Метусастарт не згадується як син Деластрата. Тому певнішою є версія, що підчас заколоту загинув Абдастарт, а Астарт як родич останнього зміг врятуватися, а потім повалив Метусастарта.
Помер у 901 або 897 році до н. е. Йому спадкував брат Астарім.